# Živel (časopis)
Živel je jeden z nejstarších českých časopisů, zabývající se alternativní kulturou a vycházející prakticky zcela nezávisle na oficiálních nakladatelstvích i grantech. Vycházet začal v roce 1995 jako reakce na kyberpunkové časopisy jako bylo Mondo 2000, grafické experimentování v časopisu Ray Gun a britské taneční časopisy spojené s boomem elektronické scény v 90. letech jako tehdy bylo třeba i-D. 
Grafický designer a pedagog Petr Babák o jeho vzniku mluví takto: „Živel ... určitě nespadl jen tak z nebe. V magazínech, jako byly například britský Face či Wired nebo americký Ray Gun a řada dalších, je možné rozpoznat podobné okouzlení z fenoménu let devadesátých, který by se dal jedním slovem nazvat kyberpunk. Na světlo světa se draly nové technologie a s nimi novodobí guruové, kteří začali šířit své teze po síti.Je nutné si uvědomit, že tou dobou byl v České republice počítač, natož pak připojení k síti spíše zbožným přáním, ale právě časopisy jako Živel pomáhaly otevírat oči nevědoucím.“
Časopis se však hlásil také k českým kořenům, především k časopisu Vokno.
Živel začal vycházet v roce 1995. V roce 2007 přestal číslem 28 na rok vycházet, v roce 2009 se vrátil na scénu a do roku 2014 vyšlo dalších deset čísel. Od prosince 2018 přešel časopis číslem 39 pod hlavičku  PageFive a zkrátil si název na Ž. V roce 2019 vyšlo ještě číslo Ž40, ovšem již jako publikace.
Od roku 1995 vedl časopis jako šéfredaktor Ivan Adamovič, v roce 2005 ho vystřídal Michal Nanoru, o restart v roce 2009 se postaral Petr Krejzek (Morten) a v letech 2010–2016 ho vedl Luboš Pavlovič (LP Fish).

## Redakce
O redakci Babák píše: „U zrodu magazínu stáli zejména kybordi: boss Ivan Adamovič, Petr Krejzek aka Morten, Luboš Pavlovič aka LP Fish a později redakci o další rozměr obohatil Michal Nanoru.“
Kromě zakladatelů v něm však publikovali i další autoři, kteří se pak uplatnili v českém mediálním mainstreamu. V různých obdobích do časopisu přispívali také Luděk Staněk (D.A.Rodriguez), Kamil Fila, Pavel Turek, Benjamin Slavík, Jan Vedral aj. Na grafickém designu a typografii se podíleli Klára Kvízová, Petr Krejzek, Marek Pistora, Jakub Kaše, Zdeněk Trinkewitz, Radim Peško, Petr Bosák, Robert Jansa, Robert V. Novák, Anežka Ciglerová, Martin Groch, Ondřej Kahánek, Jakub Novotný; autory fotografií byli Petr Krejzek. Zdeněk Sokol, Václav Jirásek, Adam Holý, Jiří Hroník, Tereza Havlínková, Linda Urbánková, Robert Portel, Daniela Dostálková.